# 北岸村 (歙县)
北岸村，中國安徽省黃山市歙县北岸鎮的一個村落，位於新安江支流綿溪河的北岸，故以之為名。

## 自然景觀

### 綿溪河

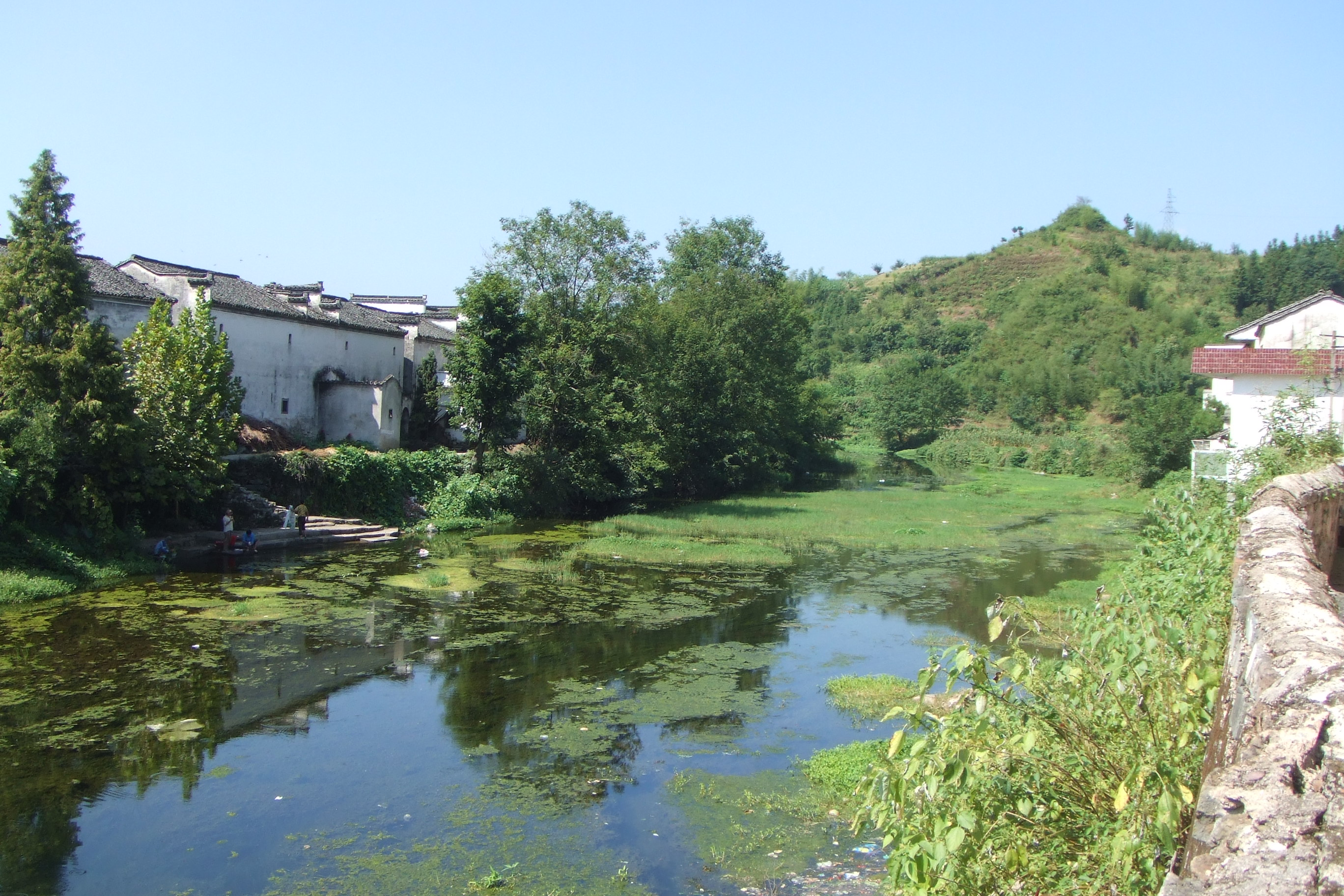
綿溪河未整治前

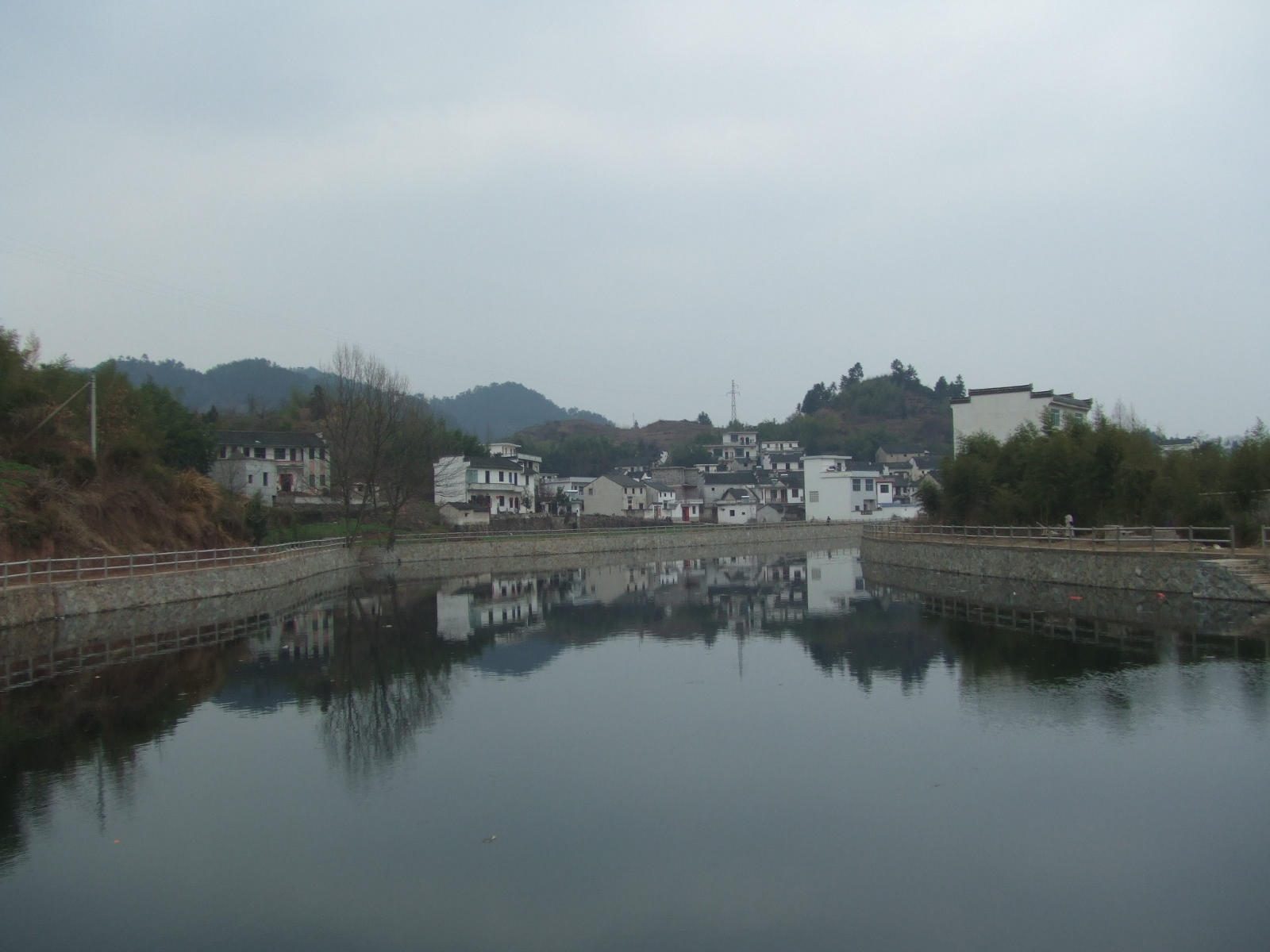
綿溪河整治後

綿溪河又稱放生河或華源河，當地人慣稱為北岸河，為新安江的支流，自東朝西留經北岸村，水面常年寬於30米，但水深隨季節降雨量而變。
自民國始，北岸河上游河畔便為當地人傾倒垃圾之所，但由於早些年人民生活水平有限，生活垃圾并不甚多，而像糞便之類的生活垃圾又主要用於農田灌溉，故而河水自身的清理能力足以承受。但自90年代中始，村內陸續投資了化工廠，造紙廠等實業公司，雖然為村財政帶來了前所未有的增長，但同樣因為無良投資商不加處理的排放污水而給綿溪河帶來了毀滅性的影響。
據前村委書記吳太和回憶，90年代初時綿溪河河水清澈，游魚遍布，河面并無藻藤之類伴生物；但相隔10年，綿溪河河水已成褐黑色，下雨天會犯腥，而河水表面則遍布藻藤類植物，水質污染加之遮蓋性氧氣不足曾一度讓魚類絕跡。萬幸的是，經過村民長年的抗爭，污染性工廠多已搬遷，留下的也已保證對污水排放前的處理，加之鎮政府近年新建的上游水壩以及組織人力疏通的堵塞水道，如今的水質狀況已大有改善。

### 來龍山

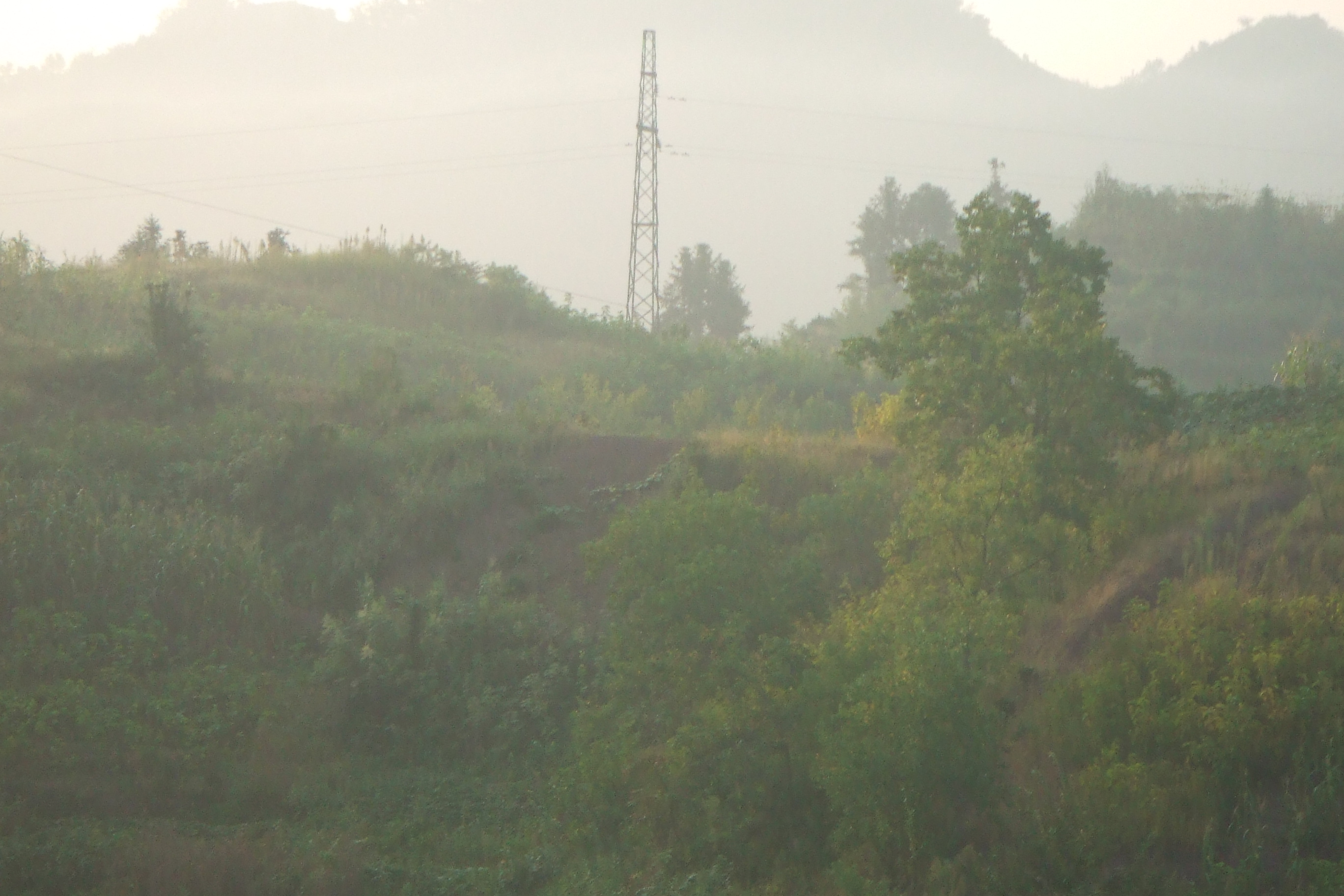
來龍山外觀

來龍山海拔128米，山體坡度不大，相對高度更是只有40米，其實是稱不上山的。同樣據前村委書記吳太和說，北岸附近的地勢高低起伏，有藏龍之相，而這來龍山便正巧處於臥龍之尾，出於對神靈的畏懼亦出於對龍脈龍勢的希冀，便將這一小小山丘命名為來龍山。
此山處於基本未開發狀態，除了山坡及山腰向陽處辟為農田之外，主要種植桑樹。而由於當地人土葬的習俗，整座山峰遍布大大小小的陵墓，總體而言，山頂處景觀較好，一面可俯瞰全村大貌，另一面可觀密密麻麻分置踵列的田園亦可遠眺重重青山疊嶂。   

### 花山尖

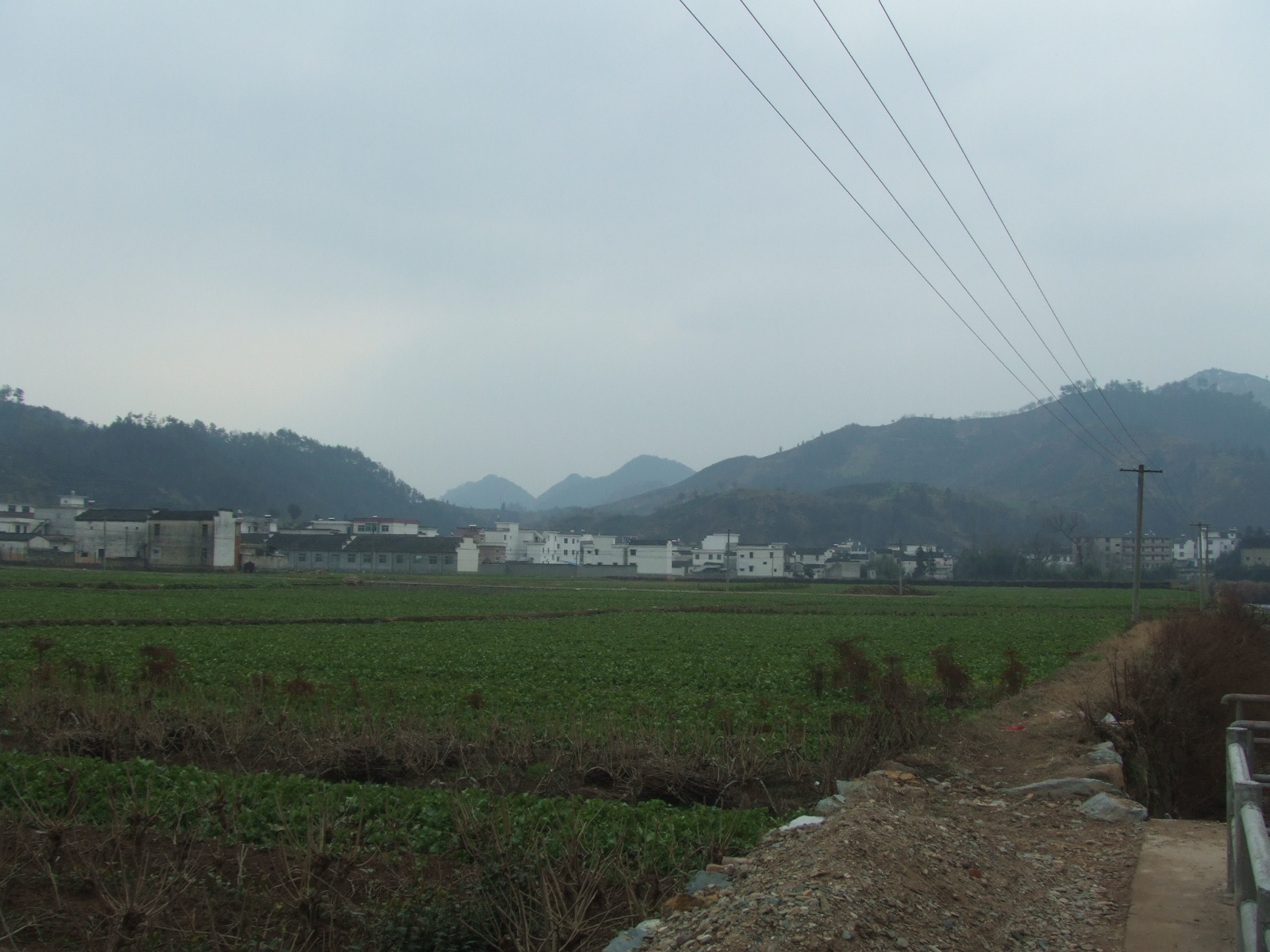
花山尖遠眺

位於北岸村東南，與來龍山相鄰，海拔200余米，亦同來龍山一樣處於未開發狀態，但山體較來龍山有一定的坡度，而植被等保護較好，野兔、松鼠等山野動物也常有出沒。除山腳辟有一些水田外主要種植茶樹，為歙縣茶葉產地之一。山頂觀景雖不錯，但不同於來龍山，花山尖并無石板路或石子路通往村中，故并不十分方便。   

## 文化遺產

### 風雨廊橋

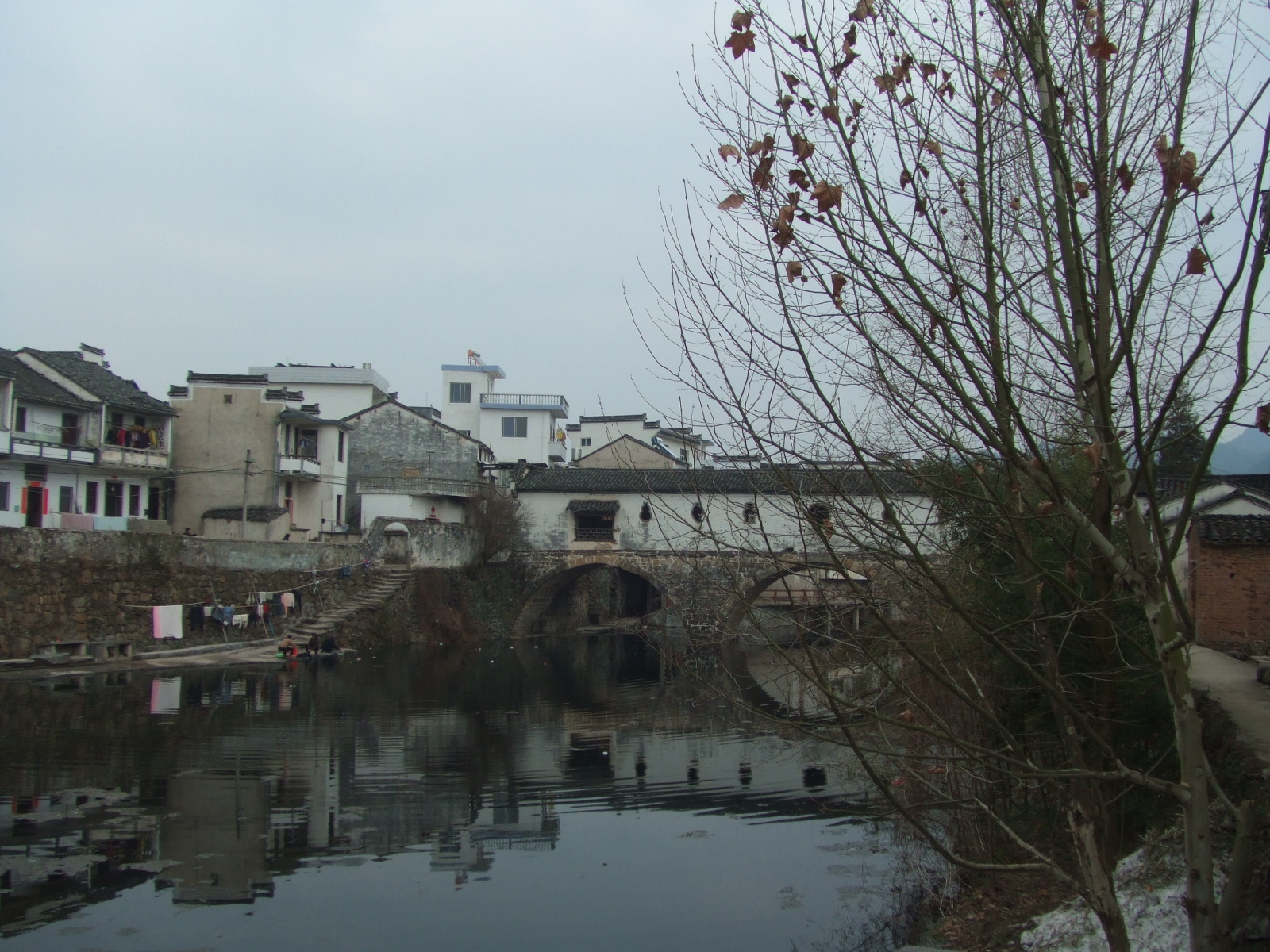
風雨廊橋外觀

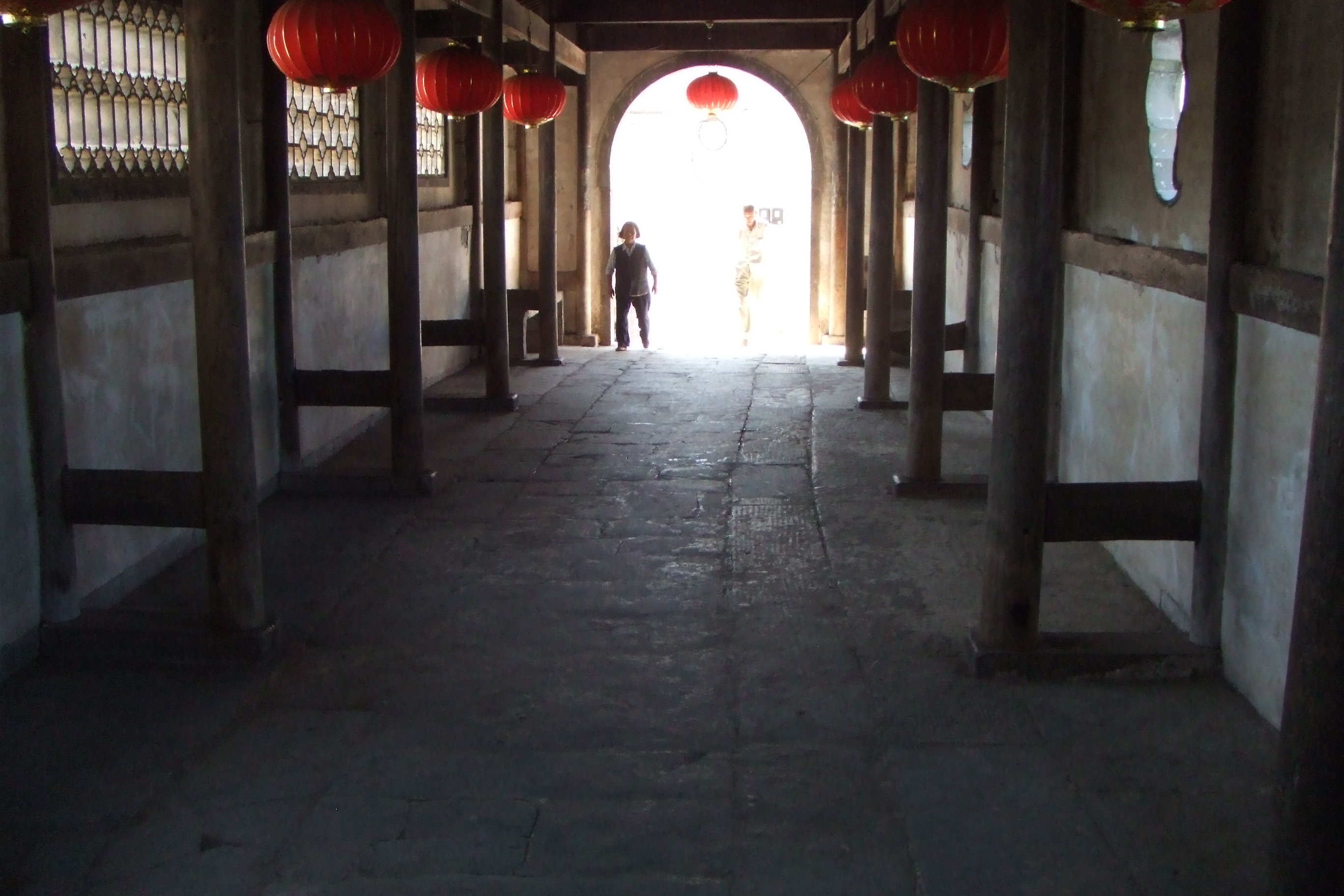
風雨廊橋內部

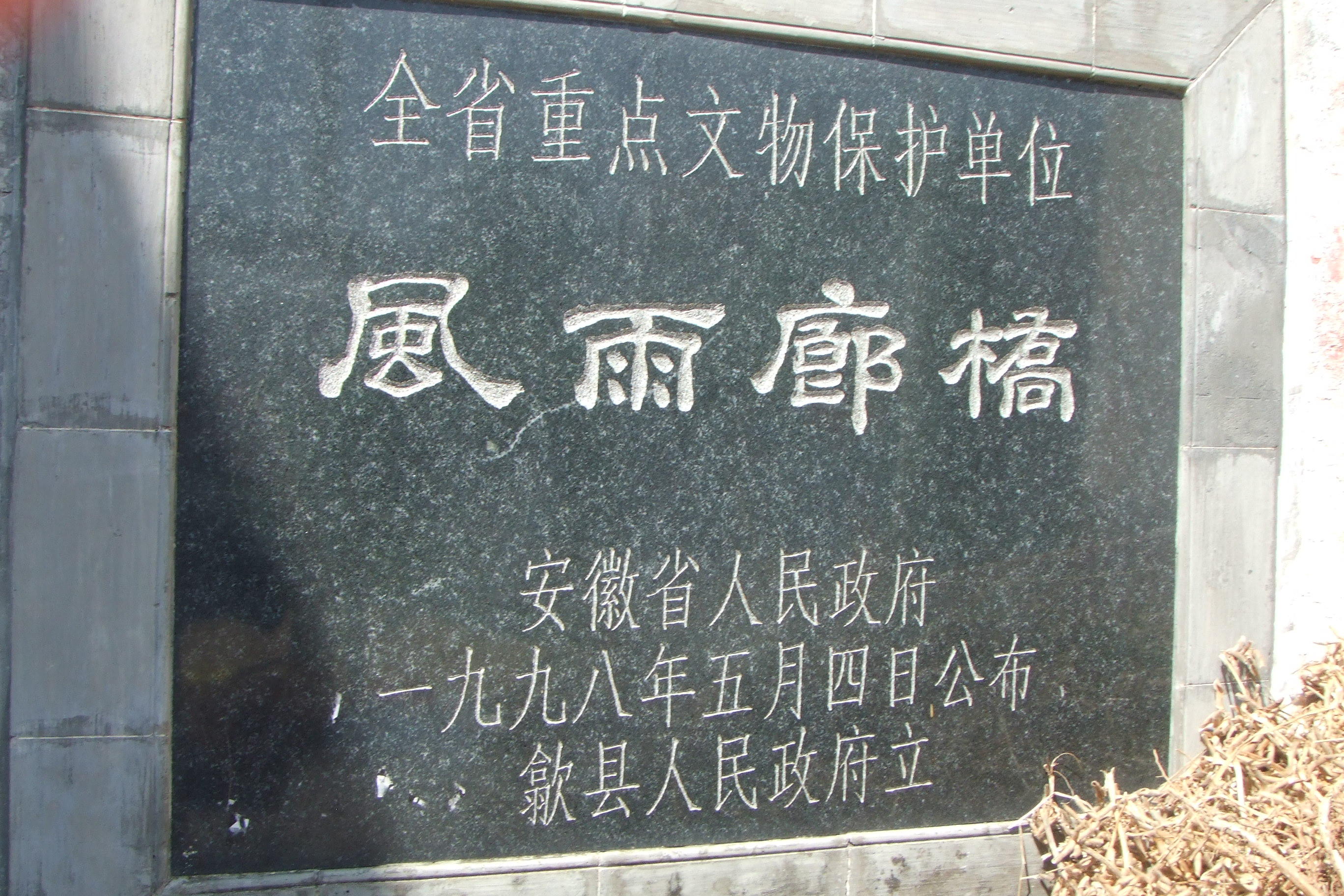
風雨廊橋碑

風雨廊橋，當地人慣稱為北岸橋，約建於清中葉，長33米，寬4.7米，高6米，為磚木結構的三洞石橋。過去曾是當地人走出大山的必經之路，至今橋北左側“往府大路過橋”的石刻依舊可見。
橋上建廊，東側墻上辟有八個方窗，用磚砌有龜紋依及梅花紋等花格，西側則是八個風格迥異的風洞窗，樣式以滿月為中心，葫蘆、桂葉、花瓶等花格分布兩側。廊內有以木柱隔開的一間間休息室，過去曾有坐凳供過路人使用，如今則是空蕩蕩的被當地人當作了泊摩托車以及腳踏車的用所。中間有一在90年代中期由在上海經商的當地族人洪志興捐建的佛龛，至今香火日趨旺盛，已成為方圓數十里居民朝拜的必來之地。
而在橋北端西側更是開出了一個敞窗，外裝“美人靠”，從落成之日起至今，美人靠不知經過了多少人的使用，卻依然色如鵝黃滑如玉。橋南原設有放生碑，禁止捕魚，但文革時期被毀，現存的是1998年安徽省政府所立的題有風雨廊橋四字的青石碑，为当地文物保护单位。

### 吳氏宗祠

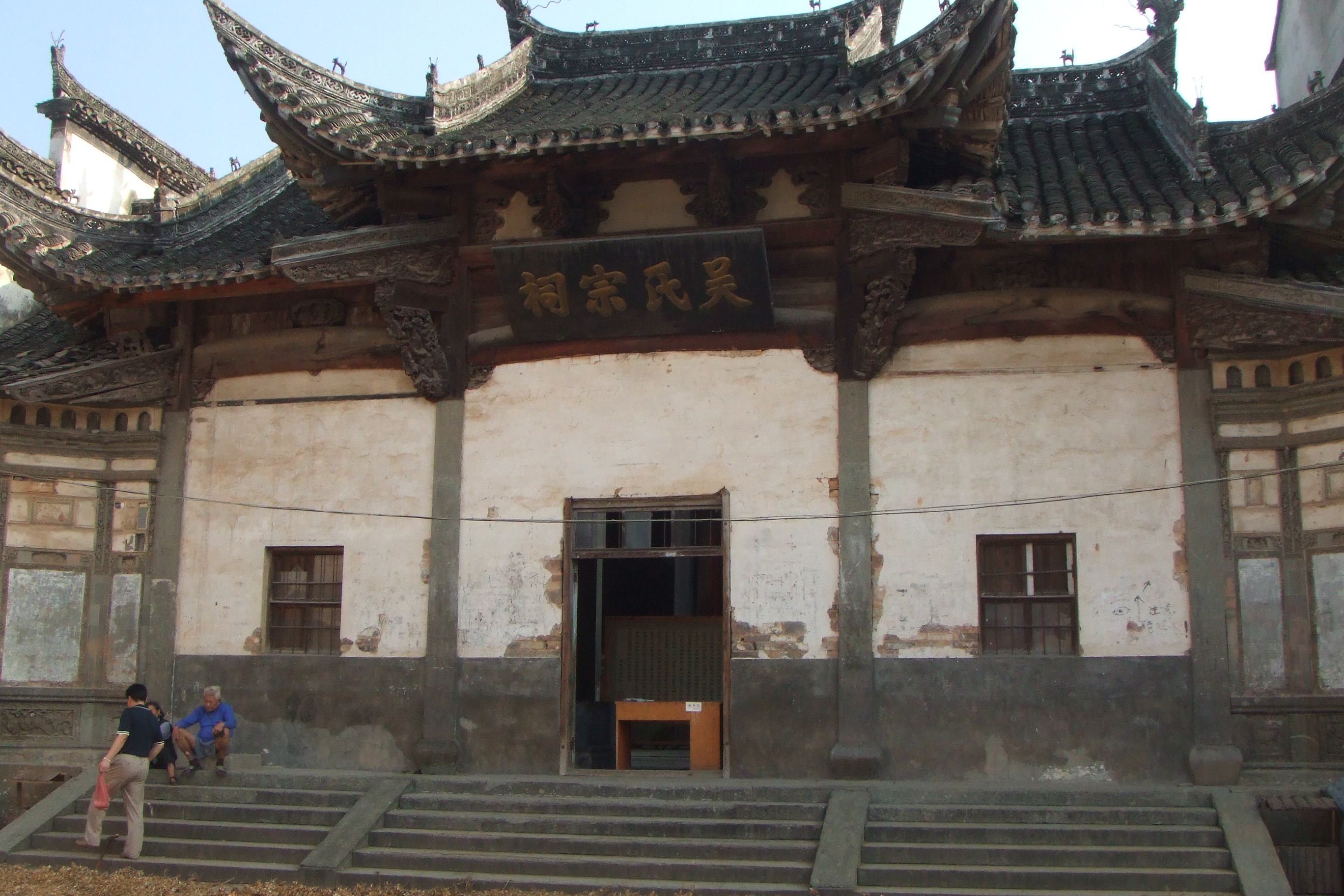
吳氏宗祠外觀

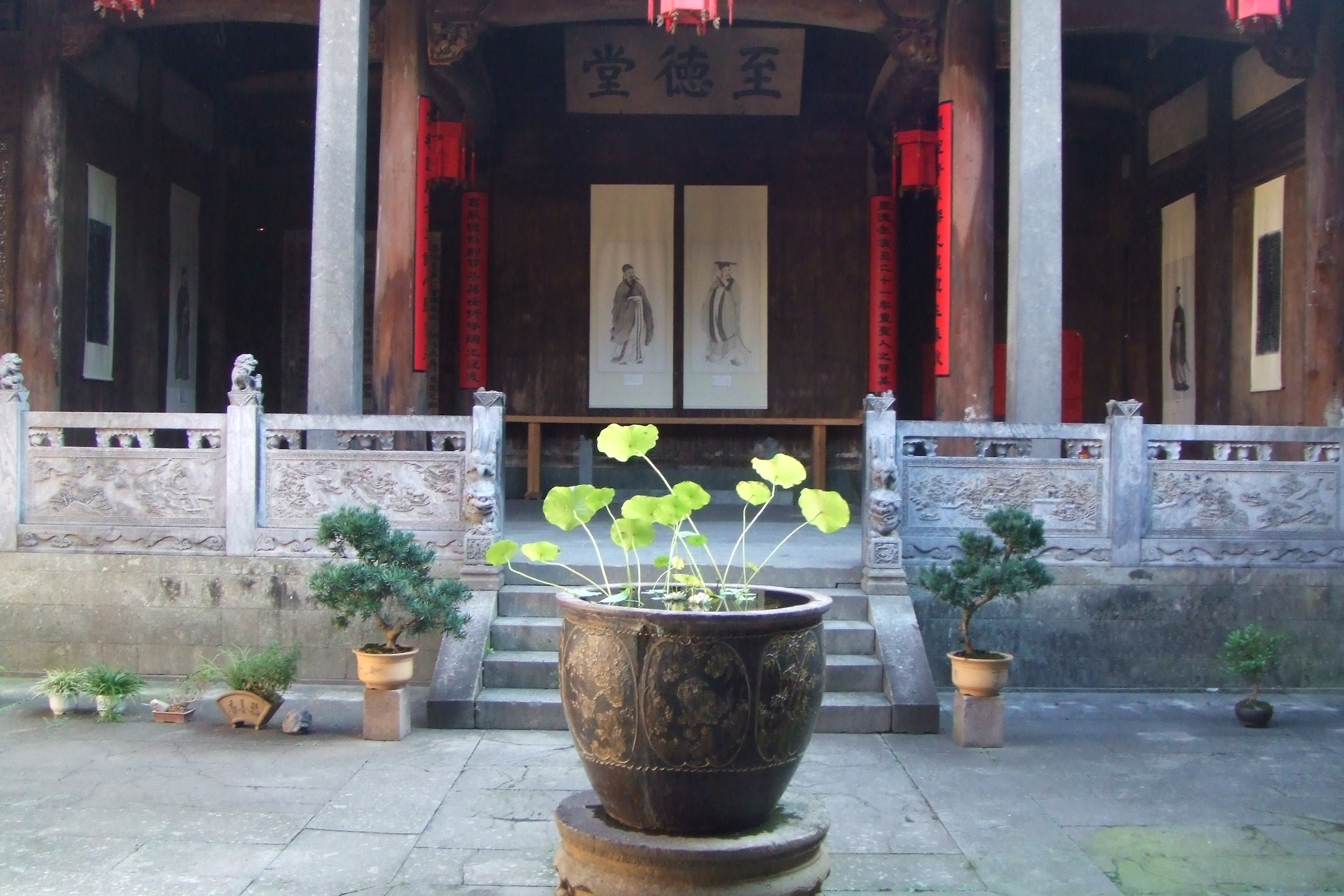
吳氏宗祠至德堂

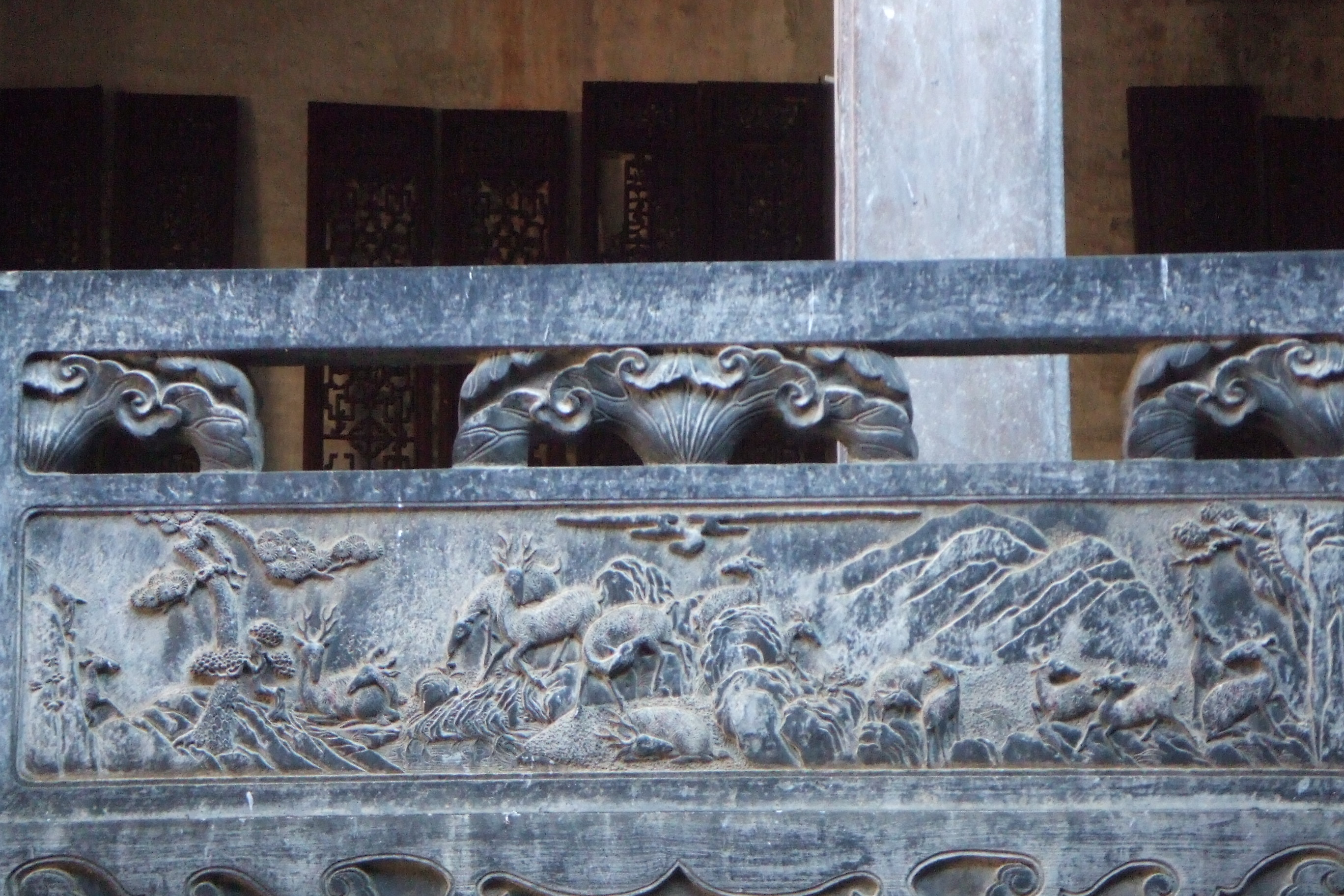
百鹿圖之一

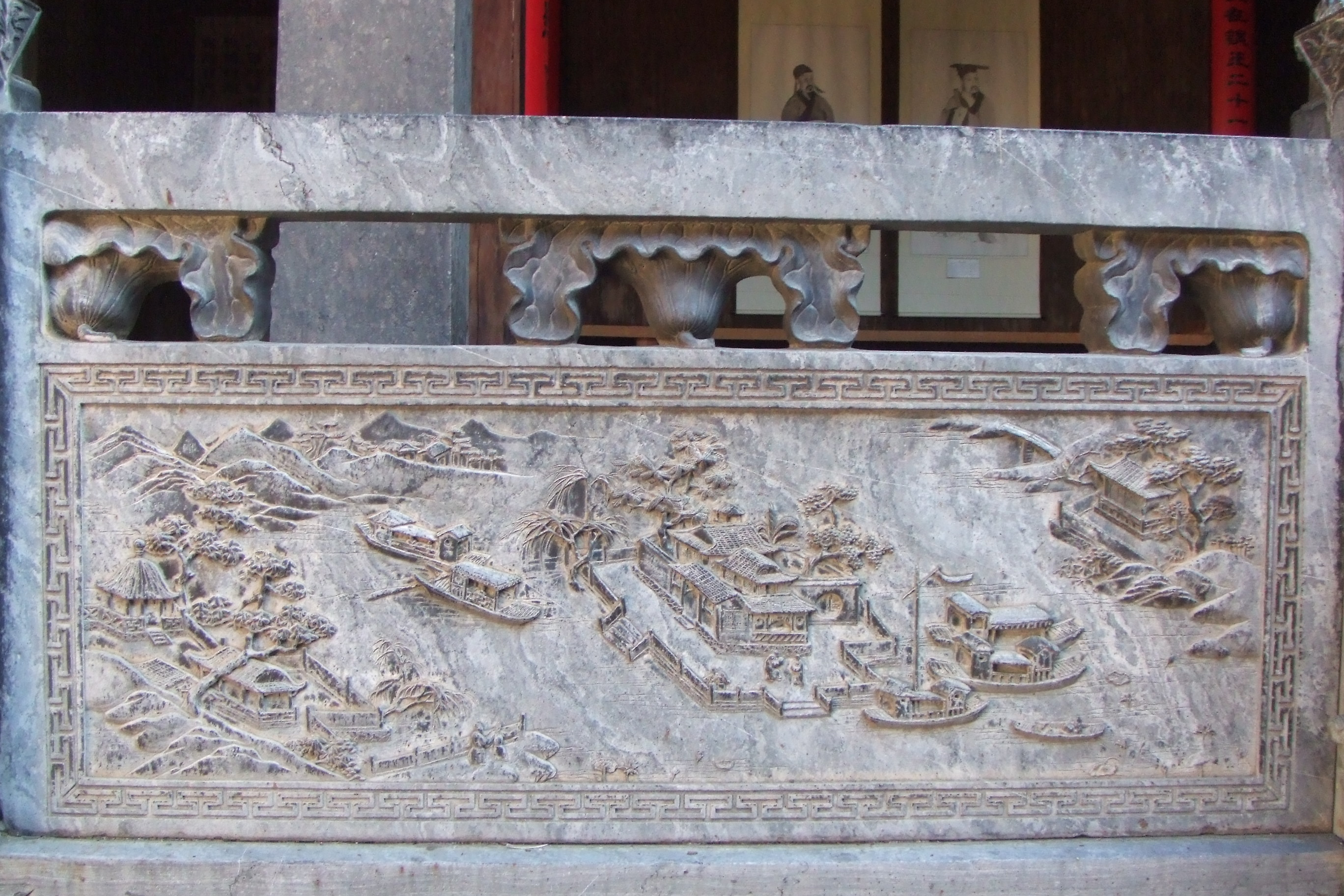
西湖全景之一

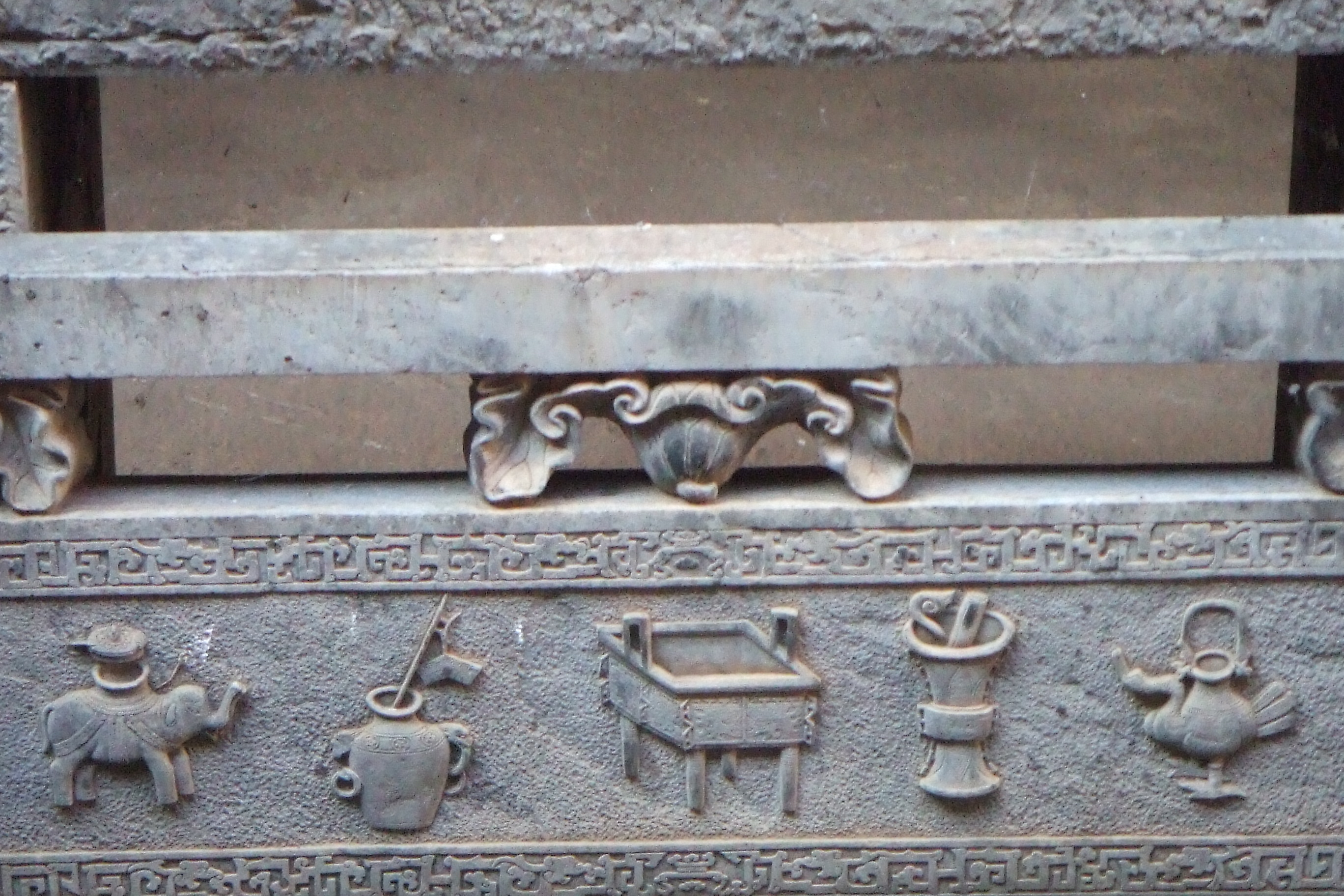
皇家祭祀用禮器圖之一

吳氏宗祠位於北岸村中央，正門外便是大曬場，由于近年鎮政府大力投產建立了諸如籃球架、花壇、乒乓球臺、河濱護欄，故而村民逐漸習慣於此活動。宗祠依水而建，坐北朝南，早些年的時候，祠堂兩側分別有分祭的小祠堂，如同伸出的兩只大手環抱綿溪河，氣勢頗為磅礴，可惜文革時期相繼被搗毀。后重建，2013年，被评为安徽省全国重点文物保护单位。
關於祠堂建造年代，本是明末年間所有，但時值清乾隆已頗為破敗，當時吳氏族人吳士度便出資22萬兩并集資2萬兩共24萬兩的巨資重建了祠堂。吳士度本人經商極為成功，最盛時從江南至盛京遍布分店的趣聞至今當地村民所津津樂道。亦正因為如此，北岸吳氏宗祠也成為了現存於世的吳氏宗祠中規模最為龐大，構筑最為宏偉的存在。
整間祠堂為三進兩明堂式，簡單說，便是有三間大祭室與兩個天井（兩側小祭室不計）。祠堂正門原本為兩扇沉香木雕的重門，破四舊時被毀，現存的是文革時期村民自己所造，兩側八字墻須彌座與滴水檐磚雕隨因歲月流逝顯的頗為不堪，但當年規模的宏大亦由此可見一斑。程朱理學千年來成為貫徹我們民族的精神文化，徽州地區更是從不敢怠慢，跨進一進堂便可見懸於兩位至圣先師畫像之上“至德堂”三個大字，至德堂本名敘倫堂，也是近年鎮政府撥款重修后更名的，古代主要用於祭祀圣人。兩側的石雕便是西湖全景圖，可惜由於年代過於久遠，望柱上的石獅留存不多，幸而五鳳樓的門廳保存尚可。
再跨進二進堂，便是主祭室了，主祭室分兩部分，上部是先人牌位，兩側有佛壇和御敕石雕，兩側護欄為百鹿圖石雕，與下部有階梯相連，中心部位為一人工魚池，而魚池周圍護欄的內側便是另人叫絕的中華五十三禮器的石雕了，據稱乃是當年吳氏先人吳應晟為清朝禮部太常寺典簿時，由於專管皇家寺廟禮器，故而在建自家宗室祠堂時冒欺君犯上之險將之雕刻在內寢殿內圍欄上貢奉祖先。